# みつめあえばそこに
『みつめあえばそこに』は、1980年9月24日に試験電波上で発表されたテレビ信州 (TSB) の社歌。作詞：伊藤アキラ、作曲：坂田晃一。歌：やまがたすみこ・藤島新。

## 概要
テレビ信州の開局当時、社員を対象にこの曲を収録したカセットテープの配布が行われたが、1週間でテレビ信州の倉庫に置かれたままとなった。
2003年、このカセットテープを視聴者にプレゼントする企画が行われた。2005年にはCD化されて同じくプレゼント企画が行われ、一般にも限定販売された。
カセットテープのB面（CDは3・4曲目）には、放送開始と放送終了時に流れるインストゥルメンタル・バージョンを収録していた。このナレーションは現在伊東陽司アナウンサーが担当している。
なお、楽曲制作（開局）当時のテレビ信州のマスコットキャラクターは「ヒカル」と「ミドリ」であった。

## 音源
- 2012年10月24日に発売された、やまがたすみこのCMソングを集めたCDアルバム『やまがたすみこ CM WORKS -うれしいね、すみちゃん-』（ソリッドレコード、規格品番：CDSOL-1521）に収録された[1]。